# Asiago
Asiago este o comună din provincia Vicenza, regiunea Veneto, Italia, cu o populație de 6.285 locuitori (1 ianuarie 2023) și o suprafață de 162,95 km².

## Demografie
Asiago - evoluția demografică

|  | Graficele sunt indisponibile din cauza unor probleme tehnice. Mai multe informații se găsesc la Phabricator și la wiki-ul MediaWiki. |

Date: Recensăminte sau birourile de statistică - grafică realizată de Wikipedia

## Personalități născute aici
- Giampiero Gloder (n. 1958), arhiepiscop.

## Galerie

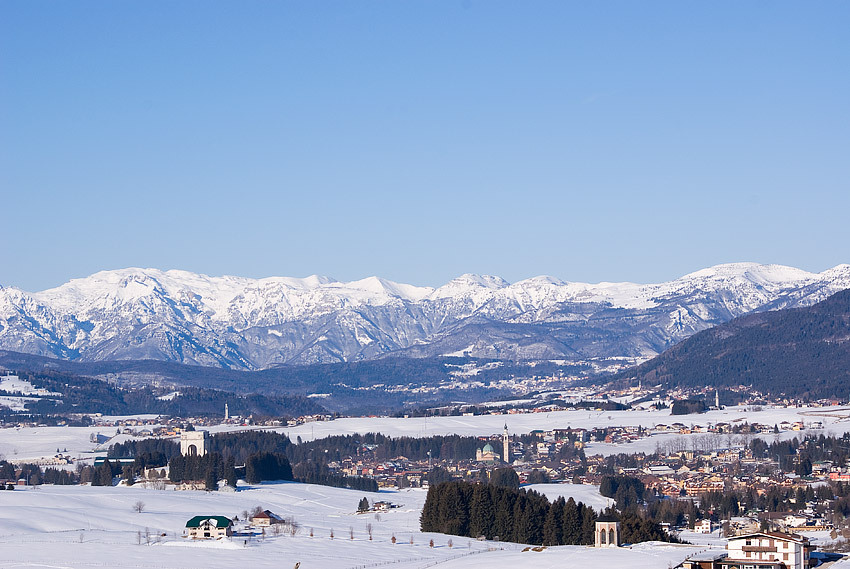
Panoramă
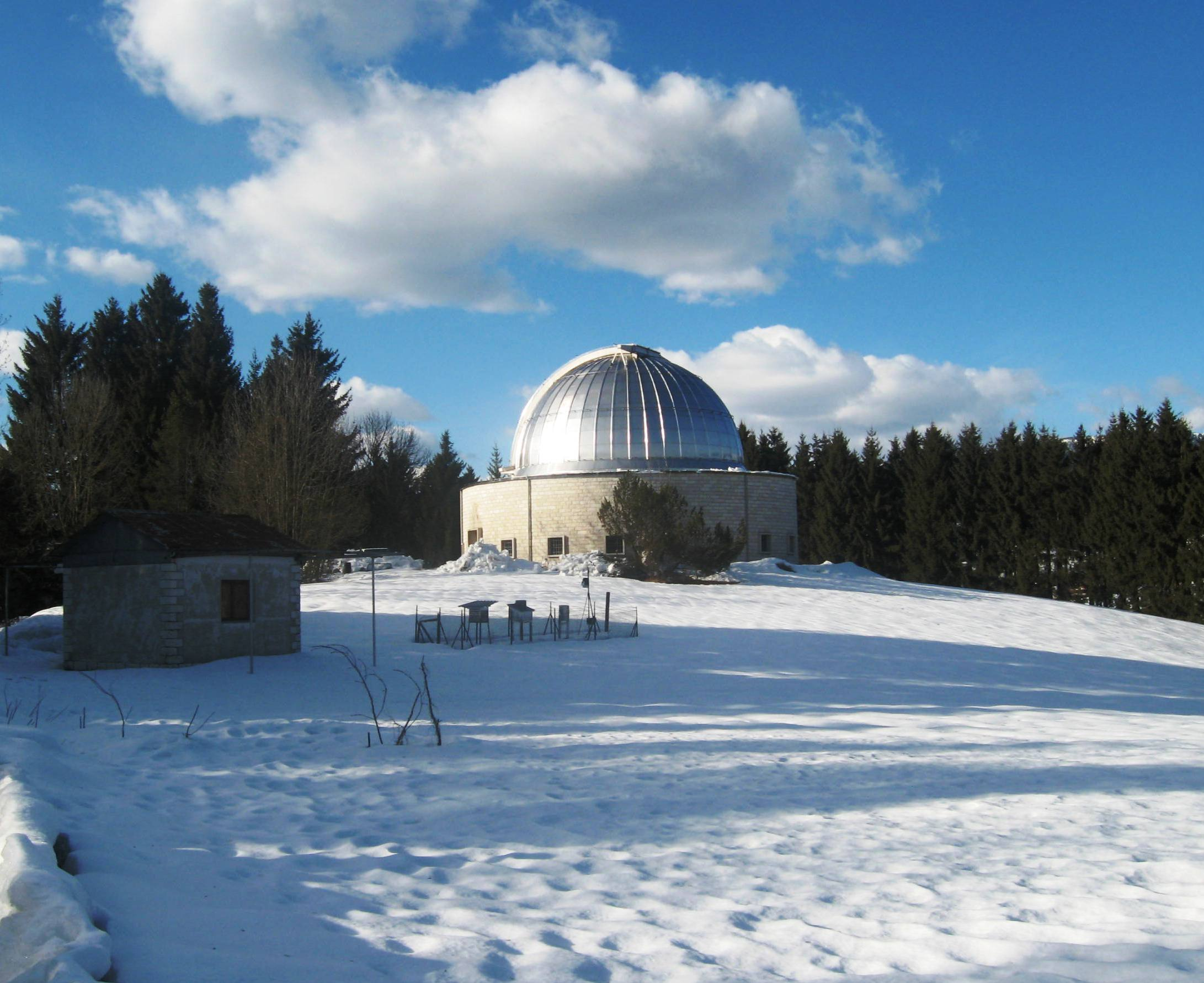
Observatorul astronomic
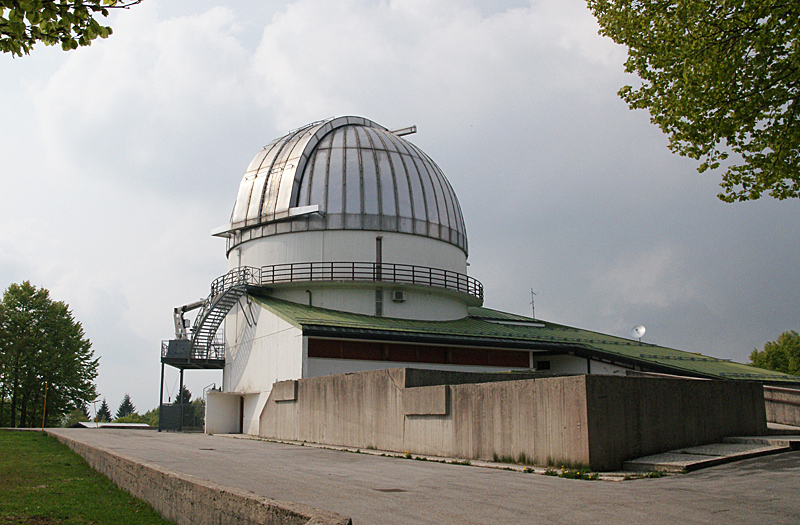
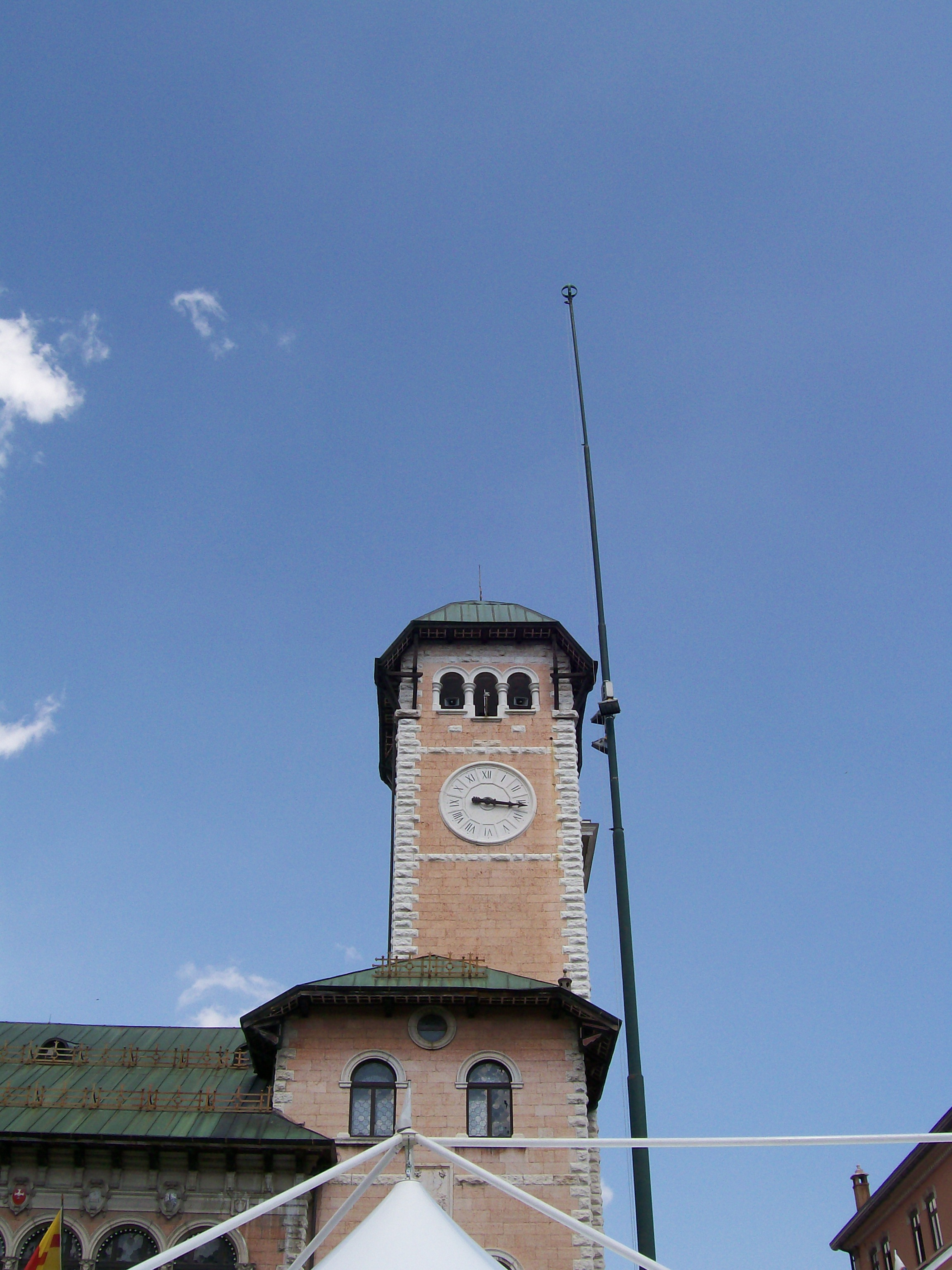
Turnul municipal
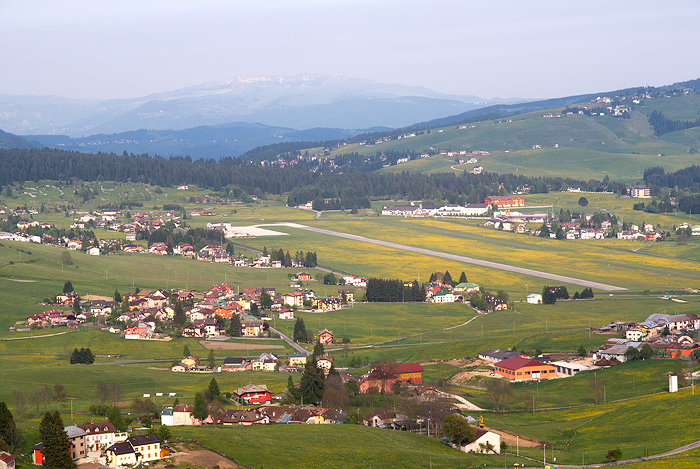
Aeroportul